# Jill Münger
Jill Münger (* 23. Juli 1998) ist eine Schweizer Unihockeyspielerin. Sie steht beim Nationalliga A-Vertreter piranha chur unter Vertrag.

## Karriere

### Verein
Münger begann ihre Karriere beim UHC Wängi. Später wechselte die Torhüterin von der Mannschaft aus Wängi nach Frauenfeld. Nach zahlreichen Jahren in Frauenfeld verkündete UH Red Lions Frauenfeld den Abgang der U19-Nationalspielerin.
Zur Saison 2015/16 wechselte die Internationale zum Ligakrösus UHC Dietlikon. Zu diesem Zeitpunkte hatte die Thurgauerin bereits 15 Spiele für die U19-Nationalmannschaft der Frauen absolviert. In ihrer ersten Saison unter dem damaligen Cheftrainer Sascha Rhyner spielte sie hinter Moni Schmid die Nummer zwei. Sie gewann mit Dietlikon den Cup in den Jahren 2016 und 2017. Zwei Wochen nach dem Cupfinal 2017 verkündete der UHC Dietlikon die Vertragsverlängerung mit der 19-Jährigen.
Am 20. Mai 2018 gab piranha chur bekannt, dass Münger zum amtierenden Schweizer Meister stossen wird.

### Nationalmannschaft
2013 gab Münger ihr Debüt für die Schweizer U19-Nationalmannschaft. Sie nahm bisher an drei Austragungen der Euro Floorball Tour und zwei U19-Weltmeisterschaften teil. 2016 belegte sie mit der Schweiz der Weltmeisterschaft den dritten Rang.

## Erfolge
- Schweizer Cup: 2016, 2017
- Schweizer Meister: 2017